# Dalmannia aculeata
Dalmannia aculeata is een vliegensoort uit de familie van de blaaskopvliegen (Conopidae). De wetenschappelijke naam is gepubliceerd in 1761 door Linnaeus.